# Смелц, Шейн
Шейн Э́двард Смелц (англ. Shane Edward Smeltz; род. 29 сентября 1981, Гёппинген, Баден-Вюртемберг) — новозеландский футболист, нападающий клуба «Гайзли». Участник двух розыгрышей Кубка конфедераций. Лучший футболист Океании 2007 и 2008 годов. Победитель Кубка наций ОФК 2008.

## Клубная карьера
Начинал свою карьеру в новозеландских и австралийских клубах. В январе 2005 года перешёл в английский клуб «Мансфилд Таун», за который сыграл всего 5 матчей, из которых лишь один матч Смелц начинал в основном составе. Следующим клубом Смелца стал АФК «Уимблдон», созданный фанатами обанкротившегося «Уимблдона» и игравший в региональной лиге. Отыграв ещё сезон за «Галифакс Таун», боровшийся за выживание в Конференции (5-я лига), Смелц вернулся на родину, в клуб «Веллингтон Феникс», созданный в том году и заявленный для участия в австралийском чемпионате. В «Веллингтоне» Смелц проявил себя как хороший нападающий, отличившись 12 раз в сезоне 2008/09, став лучшим бомбардиром лиги. Кроме того, с 21 мячами Смелц является рекордсменом клуба по числу забитых мячей.
С 2009 года по 2010 год и в 2011 Смелц играет за «Голд-Кост Юнайтед». Клуб занимает лидирующие позиции в лиге, а Смелц показывает превосходную результативность. После расформирования команды переходит в клуб «Перт Глори» и доходит с ним до финала А-Лиги.
18 мая 2014 года заключил контракт с клубом «Сидней» на один год.
12 июля 2016 года Смелц присоединился к клубу Суперлиги Малайзии «Кедах» 
18 декабря 2016 года Смелц вернулся в Новую Зеландию, подписав контракт с «Веллингтон Феникс» до конца сезона.
9 апреля 2017 года он присоединился к индонезийскому клубу «Борнео»
11 февраля 2018 года после 18-летней спортивной карьеры Смелц объявил, что уходит из профессионального футбола. Однако спустя два года он возобновил карьеру, чтобы вновь присоединится к «Голд-Кост Юнайтед».
Вернувшись в Англию к семье в январе 2023 года Смелц подписал контракт с полупрофессиональным клубом Гайзли, базирующийся в пригороде Лидса.

## Международная карьера
В основной сборной Новой Зеландии Смелц с 2003 года (первая игра 9 июня против США). Участвовал в Кубке конфедераций 2003 (1 игра) и 2009 (3 игры) годов. В квалификации к чемпионату мира 2010 (Кубок наций ОФК 2008) Смелц забил 8 мячей в 5 матчах, став лучшим бомбардиром турнира.
На Чемпионате мира по футболу 2010 на 7-й минуте второго матча группового этапа забил гол в ворота действующих чемпионов мира сборной Италии и вывел свою сборную вперёд (1:0).

## Личная жизнь
Шейн Смелц родился в Германии. Его родители тогда служили в армии США и дислоцировались недалеко от Гёппингена. Он вернулся в Новую Зеландию со своей семьей, когда ему было чуть меньше года. Он оставался там, пока ему не исполнилось шесть лет, прежде чем его семья переехала в Квинсленд, Австралия. Он жил в Кэрнсе , Брисбене и на Голд-Косте. Помимо новозеландского гражданства, Смелц также имеет австралийское гражданство, потому что его жена австралийка, и английское гражданство, потому что его мать родом из Англии.
В подростковом возрасте он учился в средней школе Палм-Бич Каррамбин на Голд-Косте и был одноклассником будущих профессиональных серферов Мика Фаннинга и Джоэла Паркинсона.